# بيرني لايتون
بيرني لايتون (بالإنجليزية: Bernie Leighton)‏ هو عازف جاز وعازف بيانو أمريكي، ولد في 30 يناير 1921 في ويست هيفن في الولايات المتحدة، وتوفي في 16 سبتمبر 1994 في كوكونت كريك في الولايات المتحدة.

## وصلات خارجية
- بيرني لايتون على موقع IMDb (الإنجليزية)
- بيرني لايتون على موقع ميوزك برينز (الإنجليزية)
- بيرني لايتون على موقع أول ميوزيك (الإنجليزية)
- بيرني لايتون على موقع ديسكوغز (الإنجليزية)